# Every Open Eye
Every Open Eye è il secondo album in studio del gruppo musicale scozzese Chvrches, pubblicato il 25 settembre 2015.

## Tracce
Testi e musiche di Lauren Mayberry, Iain Cook e Martin Doherty.
1. Never Ending Circles – 3:06
2. Leave a Trace – 3:57
3. Keep You on My Side – 4:25
4. Make Them Gold – 3:51
5. Clearest Blue – 3:53
6. High Enough to Carry You Over – 3:39
7. Empty Threat – 4:04
8. Down Side of Me – 5:10
9. Playing Dead – 3:35
10. Bury It – 3:08
11. Afterglow – 3:14

Tracce bonus dell'edizione deluxe
1. Get Away – 4:40
2. Follow You – 3:54
3. Bow Down – 4:38

Traccia bonus dell'edizione tedesca
1. Up in Arms – 5:08

Tracce bonus dell'edizione deluxe tedesca
1. Up in Arms – 5:08
2. Get Away – 4:40
3. Follow You – 3:54
4. Bow Down – 4:38

Tracce bonus dell'edizione giapponese
1. Get Away – 4:40
2. Follow You – 3:54
3. Bow Down – 4:38
4. Leave a Trace (Four Tet Remix) – 6:49

Tracce bonus dell'edizione Target
1. Up in Arms – 5:08
2. Get Away – 4:40
3. Follow You – 3:54
4. Bow Down – 4:38
5. Leave a Trace (Live at Pitchfork Music Festival) – 3:57
6. Clearest Blue (Live at Pitchfork Music Festival) – 5:20

Tracce bonus dell'edizione estesa
1. Get Away – 4:40
2. Follow You – 3:54
3. Bow Down – 4:38
4. Warning Call (Theme from Mirror's Edge Catalyst) – 4:32
5. Bury It (feat. Hayley Williams) – 3:08
6. Leave a Trace (Four Tet Remix) – 6:49
7. Empty Threat (Big Wild Remix) – 3:28
8. Clearest Blue (Gryffin Remix) – 4:19

## Formazione
Chvrches
- Lauren Mayberry – voce, sintetizzatore, campionatore
- Iain Cook – sintetizzatore, tastiera, chitarra, basso, voce secondaria
- Martin Doherty – sintetizzatore, campionatore, tastiera, voce secondaria; voce in High Enough to Carry You Over e in Follow You

Produzione
- Chvrches – produzione; missaggio in Afterglow
- Mark "Spike" Stent – missaggio (tranne in Afterglow)
- Geoff Swan – assistenza al missaggio (tranne in Afterglow)
- David Simpson – ingegneria del suono
- Bob Ludwig – mastering

## Classifiche
| Classifica (2015)         | Posizione massima |
| ------------------------- | ----------------- |
| Australia                 | 3                 |
| Austria                   | 40                |
| Belgio (Fiandre)          | 20                |
| Belgio (Vallonia)         | 38                |
| Canada                    | 11                |
| Francia                   | 142               |
| Germania                  | 20                |
| Giappone                  | 53                |
| Irlanda                   | 4                 |
| Nuova Zelanda             | 10                |
| Paesi Bassi               | 33                |
| Regno Unito               | 4                 |
| Scozia                    | 1                 |
| Spagna                    | 40                |
| Stati Uniti               | 8                 |
| Stati Uniti (digital)     | 9                 |
| Stati Uniti (independent) | 1                 |
| Stati Uniti (alternative) | 1                 |
| Stati Uniti (rock)        | 1                 |
| Svezia                    | 57                |
| Svizzera                  | 40                |